# إعادة طهماسب الثاني إلى العرش الصفوي
إعادة طهماسب الثاني إلى العرش الصفوي (بالفارسية: بازگرداندن تهماسب دوم به تخت شاهی) تمت إعادة طهماسب الثاني إلى العرش بعد سلسلة من المعارك بين القائد نادر الأفشاري وأشرف الهوتاكي. بعد جلوس طهماسب الثاني على عرش الدولة أضحى حاكمًا اسميًا حيث ظلت السُلطة الفعلية بين يدي نادر شاه الذي تمكن من السيطرة على الحكومة منذ حربه في شمال خراسان. وأما حكم الأفغان فقد تم طرد الغلزائيين نهائيًا من الهضبة الإيرانية وأعاد نادر شاه ضمهم إلى إيران في السنوات اللاحقة. وتم استعادة الحكم الصفوي في ظل الشاه طهماسب الثاني.